# Sam Brown
Sam Brown (Stratford, 7. listopada 1964. –) britanska je pjevačica i tekstopisac.
Singl „Stop”, njen najuspješniji singl objavila je na debitantskom istoimenom albumu iz 1988. S istog albuma objavljen je i singl „This Feeling”, ali on, kao i ostatak karijere, nije dosegao popularnost prvoga singla. Što kao glavni, što kao prateći vokal, surađivala je s mnogim poznatim glazbenicima: Dionne Warwick,  Elton John, Eric Clapton, George Harrison, Joe Cocker, Pink Floyd, Spandau Ballet i drugima.

## Studijski albumi
- Stop! (1988.)
- April Moon (1990.)
- 43 Minutes... (1993.)
- Box (1997.)
- ReBoot (2000.)
- Of the Moment (2007.)
- Number 8 (2023.)

## Vanjske poveznice
- Službena stranica